# Ameerega smaragdina
Ameerega smaragdina е вид жаба от семейство Дърволази (Dendrobatidae).

## Разпространение
Видът е разпространен в Перу.